# Waller Redd Staples
Waller Redd Staples (* 24. Februar 1826 in Patrick County, Virginia; † 20. August 1897 in Christiansburg, Montgomery County, Virginia) war ein Kongressabgeordneter der Konföderierten Staaten während des Amerikanischen Bürgerkriegs.
Staples besuchte die University of North Carolina zwei Jahre lang und dann das College of William & Mary, wo er 1845 graduierte. Anschließend zog er nach Montgomery County, Virginia, wo er eine Anwaltspraxis eröffnete.
Er entschied sich eine politische Laufbahn einzuschlagen, als er von 1853 bis 1854 Mitglied der Virginia General Assembly wurde. Nach der Sezession von Virginia 1861 wurde er in den Provisorischen Konföderiertenkongress sowie in den 1. und 2. Konföderiertenkongress gewählt. Nach Ende des Kriegs kehrte er zu seiner Tätigkeit in seiner Anwaltspraxis zurück.
Im Februar 1870 wurde er zum Richter am Supreme Court of Appeals gewählt, wo er bis 1882 verblieb. Zu jener Zeit kontrollierte die Readjuster Party den Staat und kein Richter vom Court of Appeals wurde wiedergewählt. Danach war Staples als Richter 1884 Mitglied des Komitees zu Überarbeitung des Zivil- und Strafrechts in Virginia. Später war er von 1893 bis 1894 Präsident von Virginias Anwaltskammer. Ferner war er 1887 zusammen mit Edward C. Burks und John W. Riely, beide ebenfalls Richter am Supreme Court of Appeals von Virginia, die den Code of Virginia überarbeiteten.